# Édouard Vuillard
Jean-Édouard Vuillard (Cuiseaux, 11 de novembre de 1868 - La Baule, 21 de juny de 1940) va ser un pintor francès, membre del grup dels nabís.

## Biografia
Fill d'un capità retirat, Vuillard va passar la seva infantesa a Cuiseaux, fins que l'any 1878 la seva família es va traslladar a París. El seu pare va morir l'any 1884, i Vuillard va continuar la seva educació al Lycée Condorcet gràcies a una beca. Allà va conèixer Ker Xavier Roussel (que esdevindria el seu futur cunyat), Maurice Denis, Pierre Hermant, Pierre Véber i Lugné-Poe.
Un any després, Vuillard va deixar el Lycée Condorcet i, aconsellat per Roussel, va rebutjar iniciar una carrera militar per unir-se a Roussel a l'estudi de Diogène Maillart, on ambdós iniciaren la seva formació artística. L'any 1887, després de tres intents infructuosos, Vuillard va aconseguir passar la prova per entrar a l'Escola de Belles Arts de París. Aquesta època s'ha pogut documentar gràcies al diari privat de Vuillard, escrit entre 1888-1905 i 1907-1940.

### Els Nabís
Vuillard va entrar al grup dels nabís, un grup de joves artistes inspirats pel sintetisme de Paul Gauguin, més per amistat que per afinitats estètiques. Aquest contacte va tenir lloc al voltant de 1890, quan va conèixer Pierre Bonnard i Paul Sérusier. Vuillard va participar de les exposicions del grup a la galeria de Le Barc de Boutteville, i després va compartir estudi amb Bonnard i Maurice Denis. A principis de la dècada de 1890, Vuillard va treballar al Théâtre de l'Oeuvre de Lugné-Poe, tot dissenyant escenografies i programes. En aquell temps també va conèixer Alexandre i Thadée Natanson, els fundadors de La Revue blanche, on va publicar nombroses il·lustracions, al costat d'artistes com Pierre Bonnard, Henri de Toulouse-Lautrec o Félix Vallotton, entre d'altres. El 1892, seguint el consell dels germans Natanson, Vuillard va pintar els seus primers frescos a la casa de Mme. Desmarais, que van ser els primers de molts altres encàrrecs similars (el 1894 per Alexandre Natanson, el 1898 per Claude Anet, el 1908 per Bernstein, el 1913 per Bernheim i el teatre dels Camps Elisis de París, el 1937 pel Palais de Chaillot, juntament amb Bonnard i el 1939 pel Palau de les Nacions de Ginebra, juntament amb Denis, Roussel i Chastel).
En aquests frescos, Vuillard normalment pintava escenes interiors, jardins o escenes de carrer. Caracteritzat pel seu sentit de l'humor, Vuillard elaborava les seves obres amb una paleta càlida, de colors poc definits.
Vuillard va participar d'una exposició per primer cop l'any 1901, al Salo dels Independents i al Saló de Tardor de 1903. El 1912 va pintar el retrat titulat Théodore Duret al seu estudi, una obra que va assenyalar l'inici d'una nova etapa en la seva obra, que va passar a estar dominada pel treball del retrat a partir de 1920.
Vuillard també va formar part del jurat que concedia el premi Blumenthal, una beca concedida entre 1919 i 1954 a joves artistes francesos.
L'artista va morir a La Baule l'any 1940.

## Obra
L'obra de Vuillard és present en bona part de les grans pinacoteques europees. A Catalunya, però, no fou fins a l'any 1990 quan 120 de les seves obres es pogueren admirar per primer cop, en una exposició al centre cultural de la Fundació La Caixa. Més recentment, les seves obres han format part de diverses exposicions col·lectives. El paisatge Les Collines bleues, de 1900, formà part de l'exposició Davant l'horitzó, instal·lada a la Fundació Joan Miró a finals de 2013 i principis de 2014.